# HD 103953
HD 103953，又名BD+62 1206，SAO 15673、HR 4575，是一颗恒星，视星等为6.76，位于銀經133.83，銀緯54.53，其B1900.0坐标为赤經11h 53m 8s，赤緯+62° 54.53′ 17″。